# Corporate Average Fuel Economy

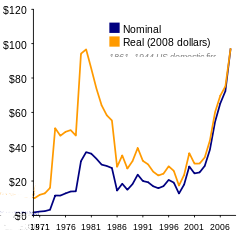
Andamento del prezzo di carburante negli ultimi decenni

combustibili fossili nel mondo

Gli standard della Corporate Average Fuel Economy (CAFE) misurano il risparmio di carburante, ponderato con le vendite dell'industria automobilistica. Si tratta di un insieme di leggi introdotte nel 1975 in U.S.A., dopo l'embargo arabo.  
In base ai valori CAFE, possono essere condizionate le decisioni dei consumatori per quanto riguarda l'acquisto di un nuovo veicolo. Se gli standard sono limitati e ad essi sono associate severe sanzioni per la contravvenzione, verranno vendute meno automobili dal mercato. In questo caso, i consumatori continueranno a guidare le loro vecchie vetture, causando un aumento del consumo di carburante rispetto a quello previsto dai nuovi veicoli. Al contrario, per bassi CAFE, si otterrà un risparmio di carburante medio e, di conseguenza, le aziende terranno poco in considerazione gli standard.
L'NHTSA (National Highway Traffic Safety Administration) esamina i dati CAFE e impone alle industrie automobilistiche certe soglie in mpg (miglia per gallone) da non superare. Tali standard vengono calcolati separatamente in base al tipo di vettura (SUV, autovetture o autocarri).

## Emissioni di CO2
Nel 2007 è stato emanato l'Energy Independence and Security Act, incrementando il risparmio di carburante del 40% con l'obiettivo di arrivare a 35 mpg entro il 2020.
Nel 2011 è stata scelta dagli U.S.A. una soglia di risparmio del 54,5 mpg entro il 2025, così da ridurre le emissioni di gas serra nell'ambiente, evitando catastrofi climatiche. Questa norma stabiliva valori CAFE in aumento, dati dalla produzione di veicoli più leggeri con una riduzione di emissioni di gas serra del 5% ogni anno.